# Xian autonome hui de Mengcun
Le xian autonome hui de Mengcun (孟村回族自治县 ; pinyin : Mèngcūn huízú Zìzhìxiàn) est un district administratif de la province chinoise du Hebei. Il est placé sous la juridiction de la ville-préfecture de Cangzhou.

## Démographie
La population du district était de 180 047 habitants en 1999.